# Campionati europei di atletica leggera indoor 1988 - Salto con l'asta
La gara del salto con l'asta si è tenuta il 6 marzo 1988 presso lo Sportcsarnok di Budapest, in Ungheria.

## Risultati

### Finale
| Record mondiale       | Sergey Bubka     | 5,97 m | Torino   | 17 marzo 1987    |
| Record dei Campionati | Thierry Vigneron | 6,85 m | Göteborg | 4 marzo 1984     |
| Record dei Campionati | Thierry Vigneron | 6,85 m | Liévin   | 22 febbraio 1987 |
| Capolista stagionale  | Rodion Gataullin | 5,90 m | Vilnius  | 24 gennaio 1988  |

| Pos. | Nome                 | Nazionalità      | 5,20 | 5,30 | 5,50 | 5,55 | 5,60 | 5,65 | 5,70 | 5,75 | 5,80 | Misura |
| ---- | -------------------- | ---------------- | ---- | ---- | ---- | ---- | ---- | ---- | ---- | ---- | ---- | ------ |
|      | Rodion Gataullin     | Unione Sovietica | -    | -    | -    | -    | -    | -    | -    | -    | -    | 5,75 m |
|      | Nikolay Nikolov      | Bulgaria         | -    | -    | -    | -    | -    | -    | -    | -    |      | 5,70 m |
|      | Atanas Tărev         | Bulgaria         | -    | -    | -    | -    | -    | -    | -    |      |      | 5,70 m |
| 4    | Mirosław Chmara      | Polonia          | -    | -    | -    | -    | -    | -    | -    |      |      | 5,70 m |
| 5    | Philippe Collet      | Francia          | -    | -    | -    | -    | -    | -    |      |      |      | 5,60 m |
| 6    | Jean-Marc Tailhardat | Francia          | -    | -    | -    | -    | -    |      |      |      |      | 5,55 m |
| 7    | Bernhard Zintl       | Germania Ovest   | -    | -    | -    | -    |      |      |      |      |      | 5,50 m |
| 7    | Hermann Fehringer    | Austria          | -    | -    | -    | -    | -    | -    |      |      |      | 5,50 m |
| 9    | Philippe D'Encausse  | Francia          | -    | -    | -    | -    |      |      |      |      |      | 5,50 m |
| 10   | Miro Zalar           | Svezia           | -    | -    | -    | -    |      |      |      |      |      | 5,50 m |
| 11   | Marco Andreini       | Italia           | -    | -    | -    | -    |      |      |      |      |      | 5,40 m |
| 12   | Harri Palola         | Svezia           | -    | -    | -    | -    |      |      |      |      |      | 5,40 m |
| 13   | Gábor Molnár         | Ungheria         | -    | -    | -    | -    |      |      |      |      |      | 5,40 m |
| 14   | István Bagyula       | Ungheria         | -    | -    | -    | -    |      |      |      |      |      | 5,40 m |
| 15   | Delko Lesev          | Bulgaria         | -    | -    | -    | -    |      |      |      |      |      | 5,40 m |
| 15   | Enzo Brichese        | Italia           | -    | -    | -    | -    |      |      |      |      |      | 5,40 m |
| 17   | Dirk Ledegen         | Belgio           | -    | -    | -    | -    |      |      |      |      |      | 5,30 m |
| 18   | Giorgio Grassi       | Italia           | -    | -    | -    | -    |      |      |      |      |      | 5,20 m |
| -    | Valeriy Ishutin      | Unione Sovietica | -    | -    | -    |      |      |      |      |      |      | nm     |
| -    | Dezső Szabó          | Ungheria         | -    | -    | -    |      |      |      |      |      |      | nm     |

### Classifica finale
Domenica 6 marzo 1988
| Pos.    | Atleta               | Età | Nazione          | Misura | Note                          |
| ------- | -------------------- | --- | ---------------- | ------ | ----------------------------- |
| Oro     | Rodion Gataullin     | 22  | Unione Sovietica | 5,75 m |                               |
| Argento | Nikolay Nikolov      | 23  | Bulgaria         | 5,70 m | Miglior prestazione personale |
| Bronzo  | Atanas Tărev         | 30  | Bulgaria         | 5,70 m | Miglior prestazione personale |
| 4       | Mirosław Chmara      | 23  | Polonia          | 5,70 m | Miglior prestazione personale |
| 5       | Philippe Collet      | 24  | Francia          | 5,60 m |                               |
| 6       | Jean-Marc Tailhardat | 20  | Francia          | 5,55 m | Miglior prestazione personale |
| 7       | Bernhard Zintl       | 22  | Germania Ovest   | 5,50 m | Miglior prestazione personale |
| 7       | Hermann Fehringer    | 25  | Austria          | 5,50 m |                               |
| 9       | Philippe D'Encausse  | 20  | Francia          | 5,50 m |                               |
| 10      | Miro Zalar           | 30  | Svezia           | 5,50 m |                               |
| 11      | Marco Andreini       | 26  | Italia           | 5,40 m |                               |
| 12      | Harri Palola         | 21  | Svezia           | 5,40 m |                               |
| 13      | Gábor Molnár         | 24  | Ungheria         | 5,40 m | Miglior prestazione personale |
| 14      | István Bagyula       | 19  | Ungheria         | 5,40 m | Miglior prestazione personale |
| 15      | Delko Lesev          | 21  | Bulgaria         | 5,40 m |                               |
| 15      | Enzo Brichese        | 22  | Italia           | 5,40 m |                               |
| 17      | Dirk Ledegen         | 21  | Belgio           | 5,30 m | [ 2 ]                         |
| 18      | Giorgio Grassi       | 24  | Italia           | 5,20 m |                               |
| -       | Valeriy Ishutin      | 22  | Unione Sovietica | nm     | [ 3 ]                         |
| -       | Dezső Szabó          | 20  | Ungheria         | nm     | [ 3 ]                         |